# Gelsenberg-Lager
Das Gelsenberg-Lager war ein Außenlager des Konzentrationslagers Buchenwald in Gelsenkirchen-Horst, in dem von Juli bis September 1944 jüdische Frauen aus Osteuropa festgehalten wurden, die Zwangsarbeit in der Ruhrindustrie leisten mussten. Bei Bombenangriffen am 11. September 1944 kamen mindestens 150 von ihnen ums Leben, weil sie keine Schutzräume aufsuchen durften.

## Beschreibung
Das im Sommer 1944 errichtete Lager befand sich auf einem freien Feld östlich des Hydrierwerks der Gelsenberg-Benzin AG in der Nähe des Güterbahnhofs der Zeche Hugo in Sutum. Es bestand aus Armeezelten und war von einem Stacheldrahtzaun und Wachtürmen umgeben.

## Geschichte
Im Gelsenberg-Lager wurden im Juli 1944 etwa 2000 ungarische und Siebenbürger Jüdinnen aus dem KZ Auschwitz-Birkenau untergebracht. Die Zwangsarbeiterinnen sollten auf dem Gelände des kurz zuvor bei alliierten Luftangriffen schwer beschädigten und nicht mehr einsatzfähigen Hydrierwerks zur Enttrümmerung und zum Wiederaufbau eingesetzt werden, leisteten aber auch Zwangsarbeit für die Organisation Todt in Essen-Kupferdreh und im Gelsenkirchener Hafen. 520 Frauen wurden im August 1944 nach Essen in das KZ-Außenlager Humboldtstraße verlegt, wo sie für die Firma Friedrich Krupp AG arbeiten mussten.
Die Frauen waren nach der deutschen Besetzung Ungarns im März 1944 zuerst in Ghettos gebracht und anschließend ab Mai 1944 nach Auschwitz deportiert worden, wo man sie für den Arbeitseinsatz selektierte. Das KZ Buchenwald hatte in der Endphase des Krieges die Funktion, Häftlingstransporte aus dem Ausland und aus anderen Lagern aufzunehmen und auf Außenkommandos in ganz Deutschland zu verteilen. Die nach Gelsenkirchen deportierten Frauen und Mädchen stammten überwiegend aus Transsylvanien, vor allem aus der Umgebung von Sighet, und waren im Durchschnitt etwas über 20 Jahre alt. Sie mussten etwa 12 Stunden täglich schwere körperliche Arbeit auf dem bereits stark zerstörten Werksgelände verrichten. Die im Lager tätigen Aufseherinnen waren dienstverpflichtet und absolvierten einen Kurzlehrgang im KZ Ravensbrück, bevor sie ihren Dienst antraten. Kommandoführer des Lagers war SS-Obersturmführer Eugen Dietrich (1889–1966).
Bei schweren Bombenangriffen auf das Hydrierwerk am 11. September 1944 kamen mindestens 150 der Frauen ums Leben, da ihnen der Zutritt zu den werkseigenen Luftschutzbunkern und Schutzgräben verwehrt war. Die Stadt Gelsenkirchen bezifferte die Zahl der Todesopfer unter den weiblichen KZ-Häftlingen am 31. Dezember 1946 in einem Fragebogen der CHC (Central Historical Commission of the Central Commitee of Liberated Jews) mit 250. Auch die Westfälische Rundschau berichtete 1954 von 250 Opfern. Zahlreiche Frauen wurden verletzt in Gelsenkirchener Krankenhäuser gebracht, was den Zeitgenossen bemerkenswert erschien.
Nach Auflösung des Gelsenberg-Lagers Mitte September 1944 wurden 1216 im Lager verbliebene Frauen sowie sukzessive auch ein Großteil der in Krankenhäusern untergebrachten Verletzten in ein Außenlager nach Sömmerda in Thüringen zur Zwangsarbeit bei der Firma Rheinmetall-Borsig AG verbracht. 17 Lagerinsassinnen wurden durch Initiative eines Arztes bis Kriegsende in einem Gelsenkirchener Krankenhaus behalten und auf diese Weise aus der KZ-Haft befreit, 7 weitere Frauen überlebten in einem Krankenhaus in Bottrop.

## Gedenken

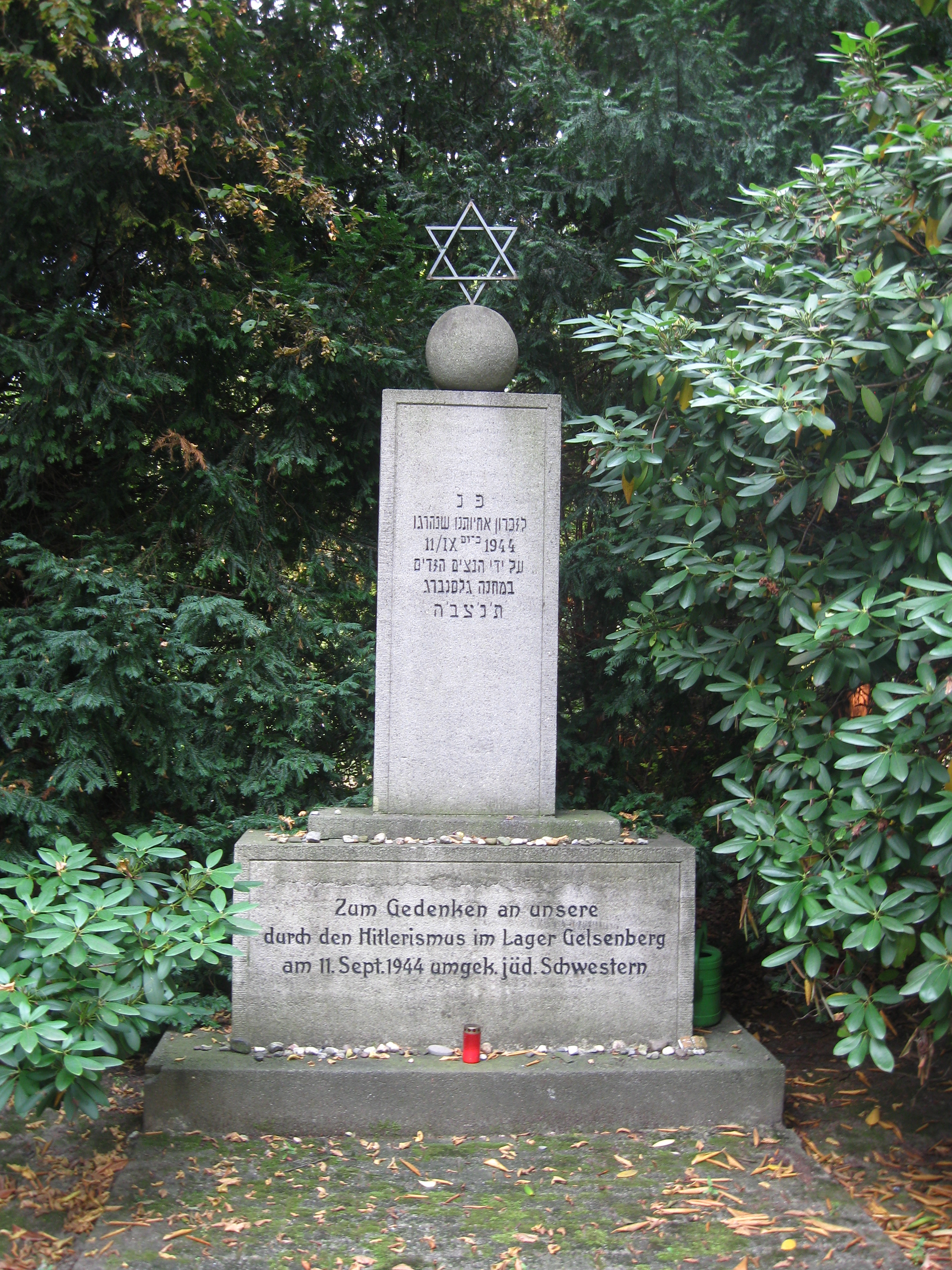
Denkmal für die Opfer des Luftangriffs (1948)

Am 14. Juli 1948 weihte das Gelsenkirchener Jüdische Hilfskomitee zusammen mit Vertretern der Stadt Gelsenkirchen, anderer Verfolgtenverbände, jüdischer Einrichtungen und der Landespolitik ein Denkmal an der Stelle des Massengrabs ein, in dem viele der Bombenopfer auf dem Lagergelände verscharrt worden waren. Als das Werk Gelsenberg Anfang der 1950er Jahre zur Erdölraffinerie umgebaut und erweitert wurde, verlegte man das Mahnmal zusammen mit den sterblichen Überresten auf den nahe gelegenen Friedhof Horst-Süd. Die Namen von 140 der Opfer wurden inzwischen ermittelt. Seit 2003 befindet sich eine Informationstafel an dem Grab, auf der die bekannten Namen und Lebensdaten der Opfer des Bombenangriffs verzeichnet sind. Jährlich im September wird in Gelsenkirchen-Horst an die Opfer erinnert. 2018 wurden die Gedenk- und Informationstafeln an der Grabstätte erneuert und das 1948 errichtete Denkmal durch eine von Steinmetzschülern einer Gelsenkirchener Berufsschule geschaffene sitzende Frauenfigur auf einem Sockel ergänzt, die am 16. September 2018 am Weg vor der Gedenkstätte aufgestellt wurde.